# Hugo Junkers
Hugo Junkers (Rheydt, 3 februari 1859 – Gauting, 3 februari 1935) was een Duits vliegtuigingenieur. 

## Levensloop
Na zijn schoolopleiding en het behalen van zijn ingenieursdiploma werkte en studeerde hij van 1883 tot 1888 met professor Slaby, een beroemde aerodynamica-onderzoeker. Deze verstrooide wetenschapper was een man met ontelbare interesses, en hij nam de moeite om Junkers in de geheimen van de verbrandingsmotor in te wijden. Junkers leerde snel, en samen met zijn vriend Wilhelm von Oechelhäuser besloot hij in Dessau een eigen onderzoeksinstituut op te zetten, waar ze studies uitvoerden over alles wat te maken had met de werking van verbrandingsmotoren. Na een aantal experimenten leidde dit in 1893 tot de bouw van een motor met compressieontsteking en een calorimeter (warmtemeter). In 1896 ontwikkelde Junkers ook een systeem van vloeistofverwarming dat nog steeds wordt gebruikt in de Junkers-badgeiser.
Na in de jaren 1897-1912 de leiding te hebben gehad over de afdeling thermodynamica aan de universiteit van Aken, aanvaardde Hugo Junkers, geïnspireerd door discussies met zijn vriend Reissner, de functie van directeur van de afdeling mechanica. Daar raakte hij betrokken bij de ontwikkeling van de eerste vliegtuigen, maar als echte wetenschapper besloot hij eerst voor de juiste onderzoeksomstandigheden te zorgen. Op basis van zijn analyses en experimenten werd een windtunnel gebouwd, waarmee de luchtstroom rond de machine kan worden bestudeerd. De windtunnel stelde Hugo Junkers in staat problemen op te lossen met betrekking tot aerodynamische vorm, vliegtuigonderhoud en economische verantwoorde exploitatie. Hij kon nu duidelijk onderbouwen waarom eerder gebruikte constructies en materialen ongeschikt waren, en hoe hogere snelheden konden worden behaald. Ook wees hij erop dat vliegtuigen van metaal moesten worden gebouwd. Zijn onderzoekswerk werd onderbroken door de Eerste Wereldoorlog, maar hij besloot zijn leven nog alleen aan de luchtvaart te wijden. Hij vestigde zich in Dessau om een vliegtuig uit dun plaatmateriaal te bouwen.